# レリーフ印刷

レリーフ印刷の基本的な考え方。 Aはブロックまたはマトリックス。Bは紙。太い黒い線はインクが塗られた領域。（説明のため、インクの厚さは大幅に誇張されている。）

レリーフ印刷（レリーフいんさつ、英語: Relief printing）は、凹版印刷や平版印刷とともに、版画技法の伝統的な1つである。レリーフ印刷は、凹んでいない表面にインクが塗布された印刷ブロック、プレート、またはマトリックスを紙に接触させる印刷方法。紙には凹んでいない表面にインクを残し、凹んだ領域には残らない。紙の裏側は、ブレイアーやローラーなどの簡単なツールを使用して手でこすったりプレスすることができるため、必ずしも印刷機は必要としない。対照的に、凹版印刷では、くぼんだ領域が印刷される。
印刷のレリーフファミリでは、マトリックスは、印刷されることを意図していない領域の表面から材料を除去することによって、歴史的に減法混色で作成されていた。残りの表面はインクを受け取る。技法のレリーフファミリーには、木版画、金属版画、木口木版、レリーフエッチング、リノカット、ゴム印、フォーム印刷、ポテト印刷、およびいくつかの種類のコラグラフが含まれる。
凹版ファミリーの印刷では、凹んだ領域は、マトリックス全体にインクを塗り、次に凹んだ領域のインクだけが残るように表面を拭くことによって印刷される。その場合、インクを含むチャネルに紙を押し込むには、はるかに大きな圧力が必要になるため、通常、高圧プレスが必要になる。凹版技法には、彫刻、エッチング、およびドライポイントが含まれる。
平版印刷ファミリーでは、マトリックスの表面全体が平坦であり、一部の領域は印刷画像を作成するために処理される。平版印刷技術には、リソグラフィーとオフセットリソグラフィーが含まれる。
通常、レリーフと凹版の技法は、ページが2回印刷されない限り、同じ印刷ページで同じファミリーの他のみ混合できる。
伝統的なテキスト印刷可動型はまた、救済技術です。これは、木版画がテキストと一緒に印刷できるため、挿絵としてはるかに使いやすいことを意味した。彫刻などの凹版イラストは、別に印刷する必要があった。
1690年9月25日に発行された複数ページの新聞パブリック・オカレンシズは、米国で最初のレリーフ印刷された出版物。